# De doi bani violete
De doi bani violete (titlul original: în franceză Deux sous de violettes) este un film dramatic francez, realizat în 1951 de regizorul Jean Anouilh, protagoniști fiind actorii Dany Robin, Héléna Manson, Henri Crémieux și Michel Bouquet. 

## Conținut
Thérèse, o tânără fată cu flori, încearcă din răsputeri să rămână virtuoasă, dar întreaga lume pare să conspire împotriva ei, indiferent dacă familia ei meschină din Paris, sau rudele ei din provincie pline de falsă respectabilitate, sau angajatorul ei pofticios sau băiatul pe care îl iubește o seduce și o abandonează. Dar la sfârșitul zilei se află Yvon, prietenul ei din copilărie. Va fi cel care o va iubi cu adevărat?

## Distribuție
- Dany Robin – Thérèse Desforges, vânzătoarea de flori
- Héléna Manson – doamna Desforges, mama bolnavă
- Henri Crémieux – domnul Bousquet
- Yvette Étiévant – Lucienne Desforges, sora Thérèsei
- Michel Bouquet – Maurice Desforges, fratele Thérèsei
- Yves Robert – Charlot, tâlharul
- Jane Marken – doamna Dubreck, mătușa
- Georges Chamarat – M. Dubreck, unchiul
- Yolande Laffon – doamna Delgrange
- Jacques Clancy – André Delgrange
- Léonce Corne – doctorul
- Geneviève Morel – Germaine
- Max Dalban – cafetierul
- Mona Dol – doamna Lambert
- Gabrielle Fontan – portăreasa
- Georges Baconnet – domnul Pignot, florarul
- Monique Watteau – Simone
- Jean Pommier – Yvon
- Madeleine Geoffroy – doamna Pignot
- Marcel Pérès – maistrul
- Nicole Ladmiral – Solange
- Marcelle Praince – doamna în vârstă
- Madeleine Lambert – o prietenă
- Eugène Yvernes – băiatul
- Maurice Jacquemont – tatăl lui Solange
- Charles Bouillaud – agentul
- Germaine Reuver – o altă portăreasă
- Jane Morlet – patronul bistroului
- Jean-Pierre Mocky – jucătorul de belotă
- Madeleine Suffel – o vecină a domnului Pignot
- Marcel Delaitre – un bărbat la cafnea
- Jacques Dufilho – un angajat la gaze
- Jacques Hilling – un doctor
- Madeleine Barbulée – cântăreața pe stradă

## Melodii din film
Cântecul original : "Deux sous de violette" de Jean Anouilh (text) și Georges Van Parys (muzica), interpretată de Anny Flore.